# Bois de poivre
Espèce
Statut de conservation UICN

 CR C2a : 
En danger critique
Le Bois de poivre, Zanthoxylum heterophyllum, encore appelé communément Bois de catafaille noir ou  Fagarier hétérophylle, est une espèce de plantes à fleurs de la famille des Rutacées et du genre Zanthoxylum. C'est un arbre endémique des Mascareignes (trouvé sur l'île Maurice et à La Réunion). Il est appelé ainsi à cause de ses fruits qui ressemblent à des grains de poivre. Il pousse dans les forêts humides ou semi-sèches de basse et moyenne altitude.

## Description
Le Bois de poivre est un grand arbre atteignant 30 à 50 cm de diamètre.

## Menaces
Depuis 1998, l'IUCN a classé le Zanthoxylum heterophyllum en tant qu'espèce en danger critique d'extinction. Sur l'île Maurice, la population est estimée à moins de 50 arbres adultes, fragmentée au Trou d'Eau Douce sur la côté est et à Brise Fer Mountain dans le sud-ouest.